# 에르난 크레스포
에르난 호르헤 크레스포(스페인어: Hernán Jorge Crespo, 1975년 7월 5일 ~ )는 아르헨티나의 전 축구 선수로, 포지션은 스트라이커였다. 뛰어난 위치 선정과 공중 장악 능력으로 유명하다. 또한 축구선수로서 신체조건과 축구스타일 등이 호르헤 발다노와 98% 이상 일치하기 때문에 Valdantino라는 별명이 붙었다.

## 클럽 경력
1993-94 시즌 리버 플레이트에서 데뷔하며 25경기 출전에 13골을 터뜨렸다. 2002년 호나우두를 떠나보낸 인테르나치오날레가 4천만 유로에 그를 스카우트했다. 2003년에는 1680만 파운드에 첼시로 이적하였지만, 디디에 드로그바와 주전경쟁을 벌이며 기대에 미치지 못하는 성적을 냈다. 그러나 이는 어디까지나 크레스포의 개인 커리어로서 기대에 못미친 것일 뿐 그가 첼시에서 보여준 활약상을 첼시 역사상 최소기간 동안 최다득점을 한 것으로 평가받고 있다. 실제로 크레스포는 첼시에서 5경기당 2골 수준의 뛰어난 득점력을 선보였다.
2004-2005 시즌 AC 밀란 그리고 2006-2007시즌, 2007-2008시즌 인테르나치오날레로 임대되어 꾸준한 활약을 펼쳤으며, 그 뒤 2008년 제노아로 이적하였고, 2009년 파르마로 다시 이적하였다.
그는 이탈리아 영주권을 취득하였고, 이탈리아 여자와 결혼하였다. 그는 2012년 11월 21일, 현역에서 공식적으로 은퇴했다.

## 국가대표팀 경력
2002년 FIFA 월드컵에는 가브리엘 바티스투타에 밀려 교체에 머물렀고, 팀도 조별 예선에서 탈락하였다.
이후 2006년 FIFA 월드컵에서는 은퇴한 가브리엘 바티스투타를 대신하여 팀의 주전 공격수로 활약했다. 그리고 코트디부아르와의 첫 경기에서 선제골을, 세르비아 몬테네그로와의 2차전에서 팀의 네번째 골을, 그리고 멕시코와의 16강전에서 동점골을 넣으면서 총 3골을 기록했고 이 대회의 실버슈를 수상했다.
그는 세 번의 FIFA 월드컵 (1998년, 2002년, 2006년)에 아르헨티나 국가대표로 출전해 총 네 골을 기록하였다. 그는 2002년 FIFA 월드컵 남미 지역예선에서 총 9점을 득점하였는데, 이 기록은 2014년 FIFA 월드컵 남아메리카 지역 예선에서 우루과이의 루이스 알베르토 수아레스가 총 11점을 달성함으로써 갱신되었다.

## 플레이 스타일
큰 키와 종합격투기 선수를 연상케 하는 단단한 체격에서 나오는 뛰어난 몸싸움 능력에서 비롯되는 돌파를 주로 시도하지만 드리블, 패스, 프리킥 등 이타적인 플레이에도 능하며 기본적으로 양발잡이에 헤딩도 능수능란한 올라운드형 공격수이다.

## 수상 내역
파르마
- UEFA 컵 : 우승 (1998-99)
- 코파 이탈리아 : 우승 (1998-99)
- 수페르코파 이탈리아나 : 우승 (1999)

 AC 밀란
- 코파 이탈리아 : 우승 (2004)

 첼시
- 프리미어리그 : 우승 (2005-06)
- 커뮤니티 쉴드 : 2005

 아르헨티나
- 팬아메리칸 게임 : 금메달 (1995)
- 올림픽 축구 : 은메달 (1996)

개인
- 프리메라 디비시온 득점왕 : 1993-94
- 세리에 A 득점왕 : 2000-01
- 올림픽 축구 득점왕 : 1996
- 코파 이탈리아 득점왕 : 1999, 2007
- UEFA컵 파이널 MoM : 1999
- ESM 올해의 팀 : 2000-01
- FIFA 월드컵 : 실버슈, 올스타 팀 (이상 2006)
- FIF/PRO 월드 11 후보 : 2005, 2006
- FIFA 100 : 2004
- 코파 수다메리카나 올해의 감독 : 2020
- 캄페오나투 파울리스타 올해의 감독 : 2021